# Borékuy
Borékuy est une commune située dans le département de Bomborokuy de la province de Kossi au Burkina Faso.

## Santé et éducation
La commune accueille un dispensaire de soins.